# Harpiniopsis kobjakovae
Harpiniopsis kobjakovae is een vlokreeftensoort uit de familie van de Phoxocephalidae. De wetenschappelijke naam van de soort is voor het eerst geldig gepubliceerd in 1936 door Bulycheva.